# Таврийское (Генический район)
Таврийское (укр. Таврійське, до 2016 г. — Радянское) — посёлок в Генической городской общине Генического района Херсонской области Украины.
Население по переписи 2001 года составляло 17 человек. Почтовый индекс — 75514. Телефонный код — 5534. Код КОАТУУ — 6522183704.

## Местный совет
75512, Херсонская обл., Генический р-н, пос. Привольное